# Дзьобан Олександр Онуфрійович
Олександр Онуфрійович Дзьобан (12 вересня 1931, с. Новий Витків, нині Львівська область — 18 вересня 2022, Львів) — український бібліограф, археограф.

## Життєпис
Олександр Дзьобан народився 12 вересня 1931 року в селі Новому Виткові (нині Радехівська громада, Шептицький район, Львівська область, Україна).
1956 року закінчив історичний факультет Львівського університету. 1952 року почав працювати учителем. А від 1959 року діяльний у відділі рукописів Львівської наукової бібліотеки, в якій він обіймав посади бібліографа, головного бібліографа, наукового співробітника, а від 1992 року був завідувачем відділу.
Від 1991 року він став членом Комісії спеціальних (допоміжних) історичних дисциплін, що діяла при Науковому товаристві імені Шевченка у Львові.
Помер 18 вересня 2022 року у Львові. Похований в рідному селі.

## Доробок
Автор більше 200 наукових публікацій, серед них 13 робіт вийшли окремими виданнями (бібліографічні покажчики, каталоги, а також історико-краєзнавчі дослідження).
Укладач бібліографічних покажчиків, зокрема:
- «Особисті архівні фонди відділу рукописів: Анотований покажчик» (1977; 1995, співавтор),
- «Нотолінійні рукописи ХVI–XVII ст.: Каталог» (1979, співавтор),
- «Рукописи архіву М. С. Шашкевича» (1979),
- «Марійка Підгірянка» (1981, співавтор),
- «Остап Терлецький: Покажчик друкованих і рукописних матеріалів» (1984; співавтор),
- «Іван Вагилевич: Покажчик рукописних праць та матеріалів до біографії» (1986).

Інші видання:
- «Історія Нового Виткова» (2006),
- фотоальбом «Новий Витків — колиска роду Мишугів» (2009).

Оприлюднив листи та інші важливі документи таких видатних діячів, як Іван Мазепа, Богдан Лепкий, Леся Українка, Климент Квітка, Агатангел Кримський та Іван Нечуй-Левицький.

## Нагороди
- ювілейна медаль Літературного товариства ім. А. Міцкевича (Варшава, Польща)[1].